# Sant Nazari (Aude)
Sant Nazari (en francès Saint-Nazaire-d'Aude) és un municipi francès situat al departament de l'Aude i a la regió d'Occitània.